# Bronów (Dobromierz)

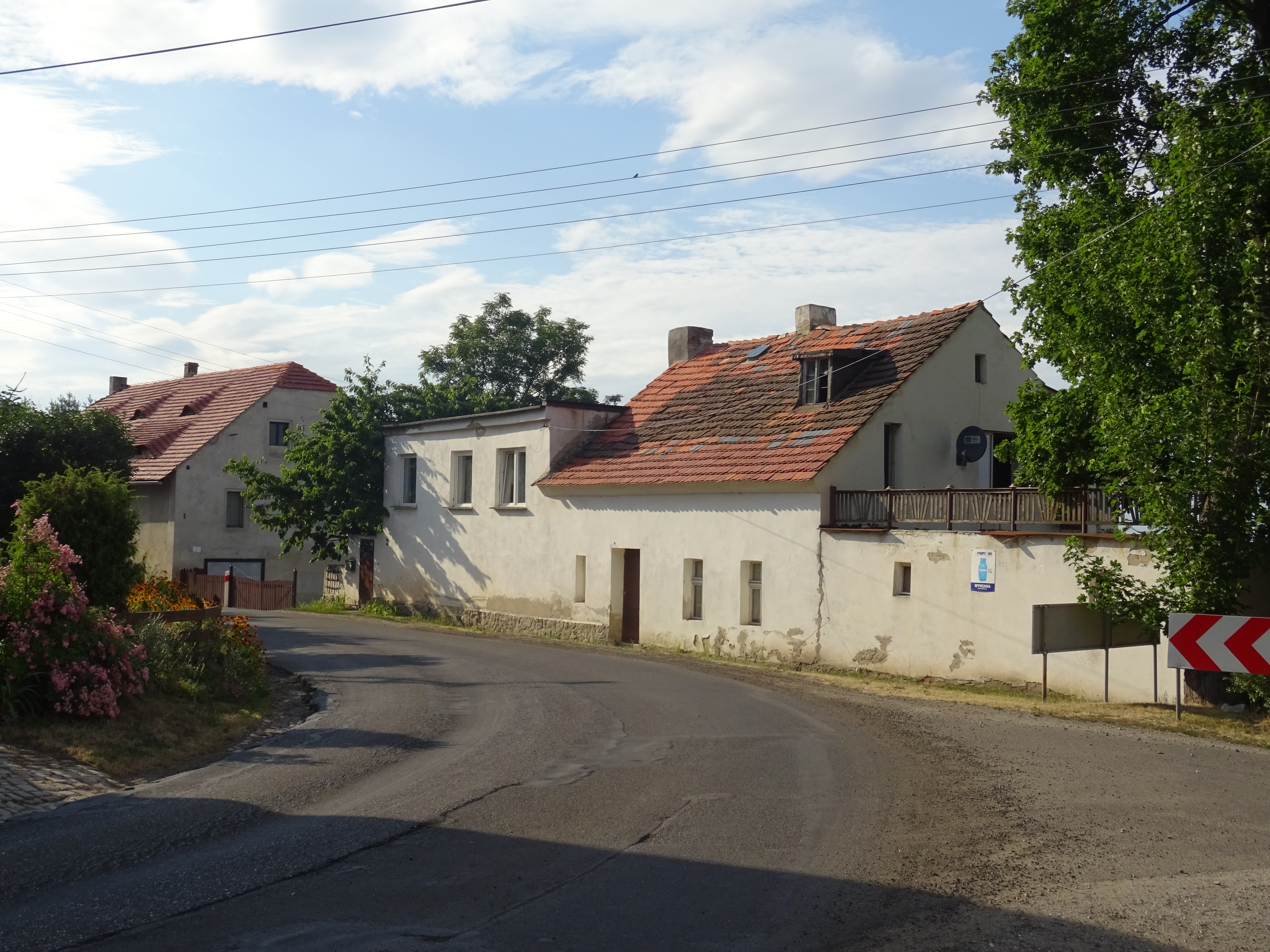
Bronów

Bronów (deutsch Börnchen) ist ein Dorf in der Landgemeinde Dobromierz im Powiat Świdnicki der Woiwodschaft Niederschlesien in Polen.

## Geographie

### Lage
Bronów liegt etwa 60 Kilometer Luftlinie südwestlich von Breslau, in der Mitte eines Vierecks, das von den Städten Jawor  (Jauer), Strzegom (Striegau), Bolków (Bolkenhain) und Świebodzice (Freiburg in Schlesien) gebildet wird.

### Ortsteile
Der Ort hatte zwei Ortsteile, allerdings nie gleichzeitig, sondern zu verschiedenen Zeiten jeweils nur einen.
Über Jahrhunderte hinweg war Neu Börnchen (polnisch Bronówek) der einzige Ortsteil. Dies änderte sich am 1. April 1939, als dieser Ortsteil abgetrennt und der Stadt Hohenfriedeberg zugeschlagen wurde, zu der es etwas näher lag als zu Börnchen. Gleichzeitig, sozusagen im Gegenzug, wurde von der Gemeinde Kauder der Ortsteil Kesselhäuser (polnisch Kotlina), eine sogenannte Kolonie, abgetrennt und der Gemeinde Börnchen, dessen Nordwestrand sie fast berührte, zugeteilt. Dieser Stand wurde auch beibehalten als Bronów (Börnchen) 1945 an Polen fiel und ist bis heute der aktuelle Stand.

### Nachbarorte
Mit seiner Gemarkung stößt Bronόw an jene der Orte Kłaczyna (Kauder) im Westen und Nordwesten, Jugowa (Hausdorf) im Osten, Dobromierz (Hohenfriedeberg) im Südosten sowie Pietrzykόw (Hohenpetersdorf) im Südwesten. Straßenverbindungen bestehen jedoch lediglich nach Kłaczyna (Kauder) und Dobromierz (Hohenfriedeberg).

## Geschichte

### Übersicht
Der deutsche Ortsname Börnchen wird zu jenen gezählt, die von der tiefen Lage am Wasser und Sumpfe hergeleitet sind.
Im Registrum Legnicense, einem Zehntregister des Bistums Breslau aus der Zeit um 1295/1305, wird auch Börnchen als Burn erwähnt: „Item in Burn sunt quinque mansi, quos occupat plebanus de Swetetz.“ Es ist anzunehmen, dass demzufolge in Schweinz (polnisch Swencz) wohl ein altes Pfarrsystem bestanden hat, dem auch Börnchen (Burn) zugehört haben muss.
1387 wird der Ort erneut, diesmal als Bornchein, erwähnt.
Der Ort gehört ursprünglich zum schlesischen Herzogtum Schweidnitz-Jauer.
1392 fällt dieses Herzogtum an das Königreich Böhmen und besteht von da ab als Fürstentum Schweidnitz-Jauer weiter.
1526 fällt der Ort zusammen mit dem Königreich Böhmen an die Habsburger.
1742 fällt er nach dem Ersten Schlesischen Krieg an das Königreich Preußen.
1807 wird das Fürstentum Schweidnitz-Jauer durch die preußischen Verwaltungsreformen aufgelöst.
1815 kommt der Ort zum Kreis Bolkenhain-Landeshut und 1818 zum neuen Kreis Bolkenhain.
1871 kommt der Ort mit Preußen zum Deutschen Reich.
Am 30. September 1928 werden Landgemeinde und Gutsbezirk, die bisher noch getrennt waren, zusammengelegt.
Am 1. Oktober 1932 kommt der Ort für kurze Zeit zum Kreis Landeshut.
Am 1. Oktober 1933 kommt der Ort zum Kreis Jauer.
1945 fällt der Ort als Teil der Oder-Neiße-Gebiete an Polen. Der Ort bekommt den polnischen Namen Bronów.
Nach dem Krieg wird Bronów in die Landgemeinde Dobromierz (Hohenfriedeberg) eingemeindet.
1946 kommt der Ort zur Woiwodschaft Breslau.
1975 kommt der Ort zur Woiwodschaft Waldenburg.
1998 kommt der Ort zur Woiwodschaft Niederschlesien, wo er bis heute ist.

### Entwicklung der Einwohnerzahl
| Jahr | Zahl der Einwohner |
| ---- | ------------------ |
| 1840 | 104                |
| 1843 | 131                |
| 1846 | 123                |
| 1864 | 130                |
| 1905 | 142                |
| 1910 | 185                |
| 1933 | 156                |
| 1939 | 179                |
| 2011 | 97                 |

## Religion
Stand 1846 waren 108 von insgesamt 123 Einwohnern evangelisch. Stand 1905 waren von insgesamt 142 Einwohnern 112 evangelisch und 30 katholisch. Der Ort hatte nie eigene Pfarrei. Beide Konfessionen waren jeweils nach Hohenfriedeberg eingepfarrt. Das zuständige Standesamt war Hausdorf. Über die Verhältnisse nach 1945 ist nur so viel bekannt, dass der Ort auch heute noch keine eigene Kirche hat.

## Sehenswürdigkeiten

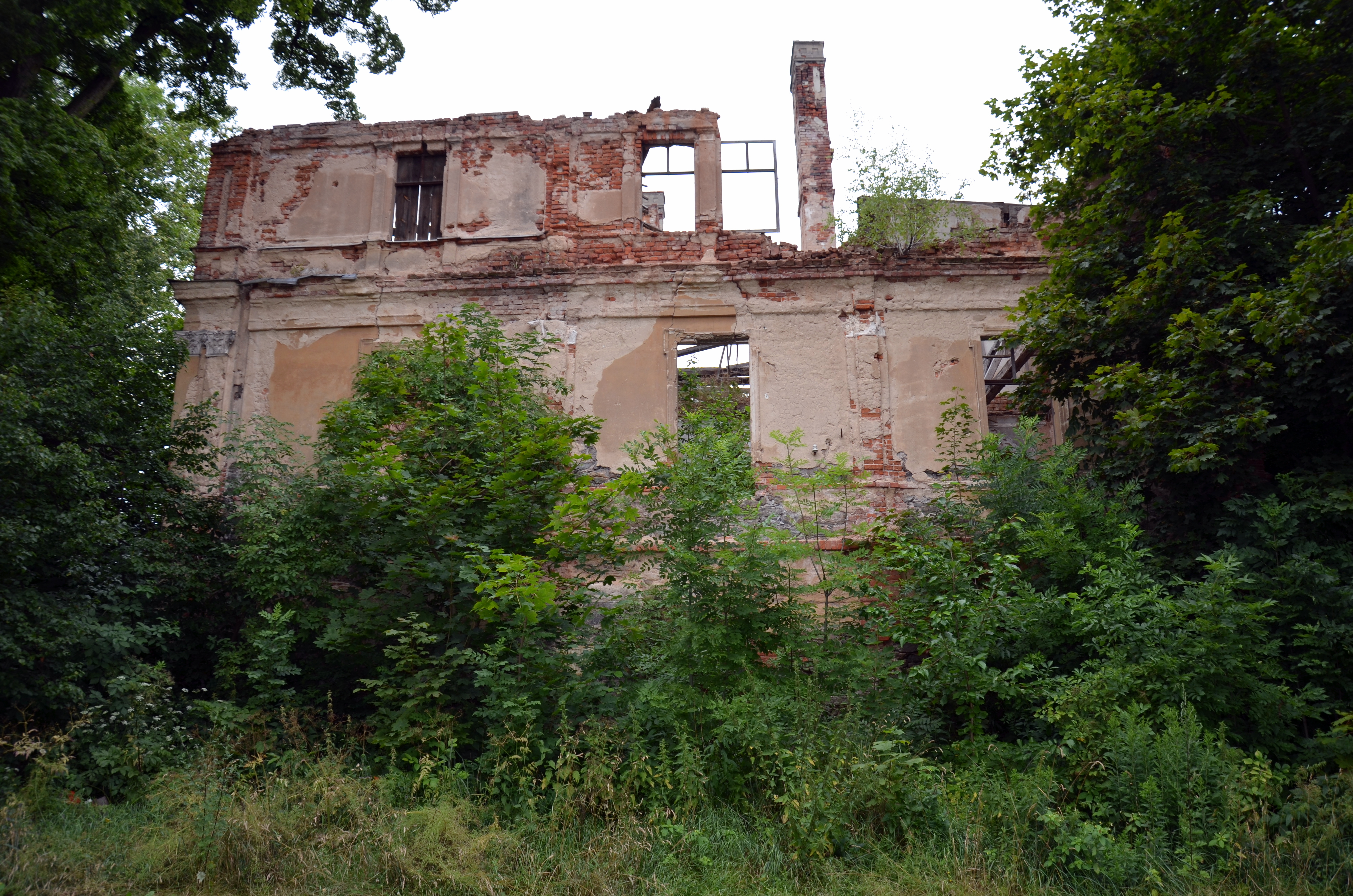
Ruine des Schlosses Bronów

- Das Schloss Börnchen, exakt in der Ortsmitte gelegen, wurde 1660–1670 für die Familie von Matuschka errichtet. Josefa Gräfin von Matuschka verkaufte das Rittergut 1756 an den Hof- und Justizrat Josef von Mutius. Um 1780 wurde es ein erstes Mal für die Familie von Mutius, um 1880 ein weiteres Mal für Ernst von Mutius umgebaut. Ein Englischer Park umgab das zweistöckige Schloss.[23][24] Das Schloss war „architektonisch von geringer Schönheit“, besaß aber eine „vornehm gehaltene innere Ausstattung“[25]. Bereits 1984 wurde in der polnischen Presse der schlechte Zustand der Bausubstanz beklagt. Das so schöne Palais in Börnchen, ein wertvolles Baudenkmal aus dem 17. Jahrhundert, verfalle vollkommen, wenn nicht sofort etwas dagegen getan werde. Dieser Appell verhallte jedoch wirkungslos, das Gebäude kam immer weiter herunter und heutzutage ist das Gebäude eine Ruine.[26]

## Persönlichkeiten
- Johann Ernst Anton von Schaffgotsch (* Juli oder Dezember 1675 in Börnchen, † 9. Juli 1747 in Prag), Oberstburggraf zu Prag

## Infrastruktur
- Schulzenamt (Sołtys).

- Mehrere Handwerksbetriebe, eine Gärtnerei.